# Ducato di Alvito
Il ducato di Alvito fu un feudo del Regno di Napoli, variamente legato alle sorti del vicino Ducato di Sora o delle politiche feudali napoletane. Occupava buona parte dell'attuale Val di Comino nella sua massima estensione, ad eccezione di Fontechiari e della valle del Mollarino che rientrava nella Terra di San Benedetto.

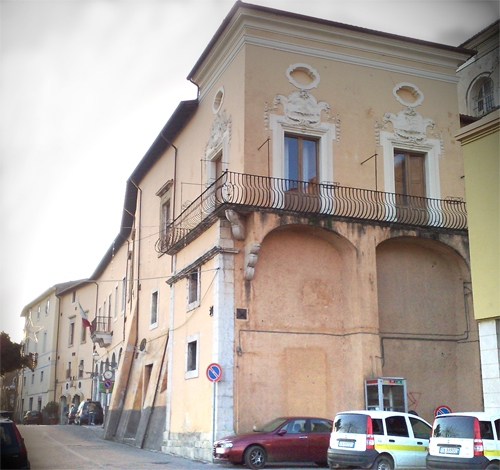
Palazzo ducale di Alvito

## Storia

### I Cantelmo
Fu istituito nel 1454 quando il re Alfonso V d'Aragona concesse il titolo di Duca di Sora e di Alvito a Piergiampaolo Cantelmo, figlio di Nicola Cantelmo duca di Sora. Fino ad allora il titolo con cui i Cantelmo avevano governato Alvito era stato quello di conti. Piergiampaolo e Piergiovanni furono i soli eredi di Nicolò, il quale in punto di morte spartì fra loro il suo grande feudo, lasciando in eredità al primo Sora e Alvito (quindi la media valle del Liri e la Valcomino), la contea di Popoli al secondo, benché quest'ultimo regnò solo per breve tempo perché presto fu usurpato dal fratello, che riannetté la parte abruzzese ad Alvito.

La morte di Alfonso I riportò la questione dei diritti di successione nel regno di Napoli e questa volta i due partiti che sorsero, i sostenitori del figlio di Alfonso Don Ferrante, e i sostenitori di Giovanni II, videro schierati l'uno contro l'altro i due fratelli Cantelmo. Piergiampaolo, presa parte alla rivolta contro re Ferdinando, nel 1460, con l'arrivo di Giovanni II in Abruzzo, creò scompiglio in Terra di Lavoro, annettendo ai ducati di Alvito e Sora i territori di Montecassino, Arce e i feudi dei Colonna in Abruzzo. 

La moneta coniata a Sora ed Alvito nel 1495 recante le iniziali PA.CAN.SOR. (Paulus Cantemus Sorae dux, in altre PE.I.P.CA.SO.AL.DUX: Petrus Ioannes Paulus Cantelmus Sorae Albeti dux).

 Poi partecipò all'assedio di Sulmona e quindi a L'Aquila con gli angioini ma, sceso in campo Federico da Montefeltro contro Giovanni II, una serie di sconfitte arrestarono l'esercito angioino e Piergiampaolo si ritirò a Sora. Qui, assediato da Napoleone Orsini, fu costretto ad arrendersi, viste anche le sconfitte che subirono i suoi alleati nel resto dell'Italia, ed accettare una tregua. Il Cantelmo infine ottenne la clemenza di re Ferdinando, ma dovette cedere allo Stato Pontificio Sora, Arpino, Casalvieri, Isola del Liri e Fontana Liri, nel 1463, e rinunciare alle città di Atina e Belmonte e al titolo di duca d'Alvito: la città tornò contea e fu assegnata al fratello Piergiovanni. È probabile che però Piergiampaolo continuasse ad amministrare il territorio cominense: documenti storici lo vogliono, tra il 1464 e il 1472, arbitro in controversie legali nell'area, e a lui si ascrivono alcune concessioni territoriali in favore di nobili romani. In quegli anni fu anche concesso alle città di Sora e Alvito la possibilità di avere una propria zecca attiva dal 1459 al 1461, privilegio confermato poi dallo stesso Carlo VIII e perdurato fino alla sconfitta del partito angioino nel Ducato di Sora (1495). Le monete dette cavalli recavano il nome del duca Giovanni Paolo Cantelmo e il titolo di Sorae Albetique dux con la croce gigliata angioina. 

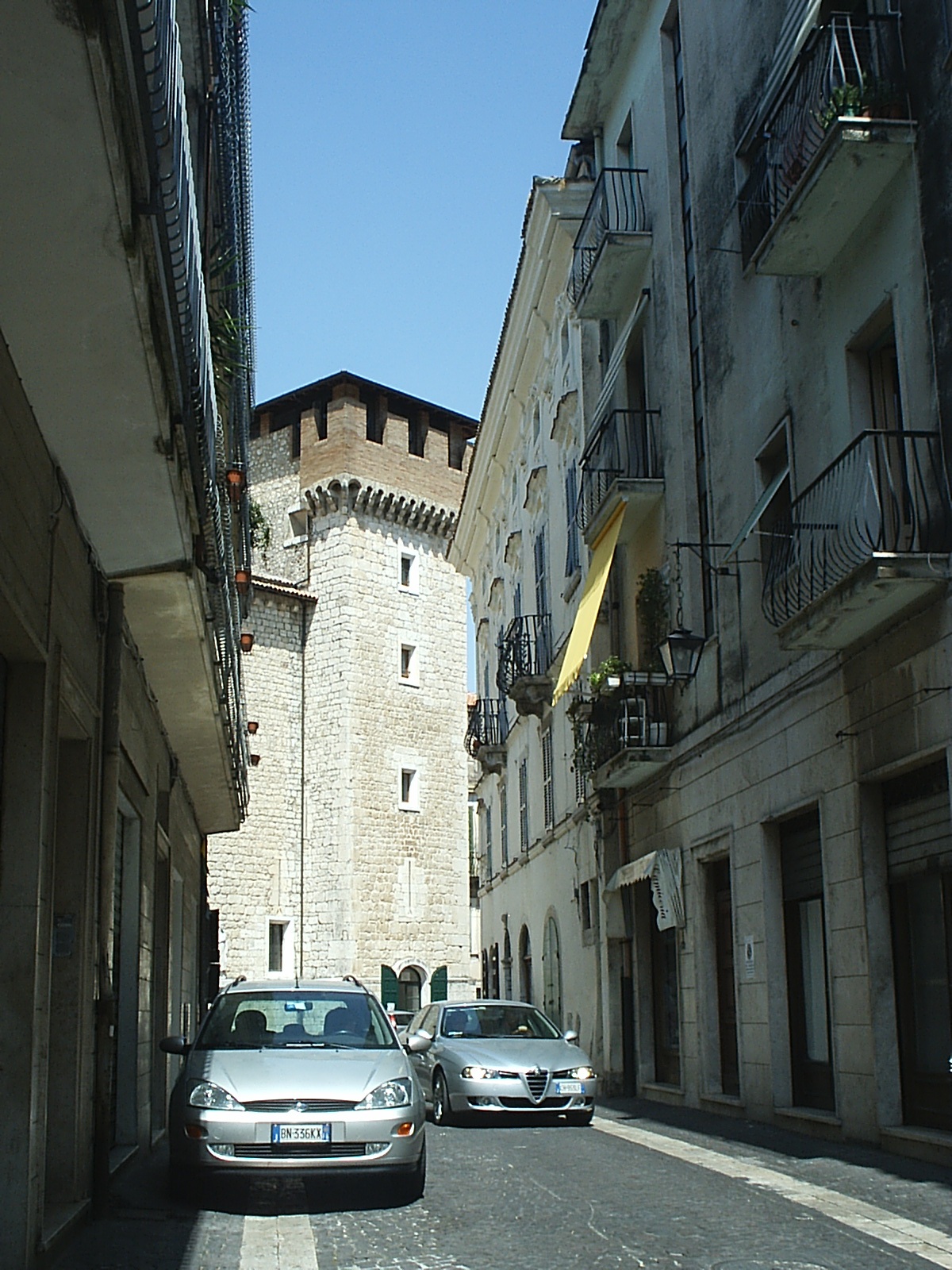
Palazzo Cantelmo ad Atina

Una seconda rivolta, capeggiata dal duca di Sora Giovanni della Rovere, vide ancora protagonista Piergiampaolo Cantelmo, che si schierò di nuovo contro re Ferdinando: nel tentativo di riportare Napoli sotto il governo angioino a Sora si ordì una congiura contro lo stato per sconfiggere gli aragonesi. Nel 1487 però i sorani furono smascherati e di nuovo Piergiampaolo viene privato di Alvito ed esiliato, si rifugiò in Francia. Il duca di Sora da parte sua non si diede per vinto: quando nel 1495 Carlo VIII scese in Italia con suo figlio Sigismondo Cantelmo, figlio di Piergiampaolo, quest'ultimo prese le sue parti, occupando l'Abruzzo e la Terra di Lavoro insieme a Giovanni Della Rovere. Piergiampaolo conquistò Atina, San Germano, San Vincenzo al Volturno, Scontrone, Alfedena e Castel di Sangro, e nonostante delle congiure in Atina a suo danno, riuscì a resistere contro gli aragonesi anche dopo la sconfitta degli angioini, fino al 1496, finché Federico I di Napoli non conquistò Sora e, per mano di Consalvo di Cordoba, Alvito.

### I Gallio

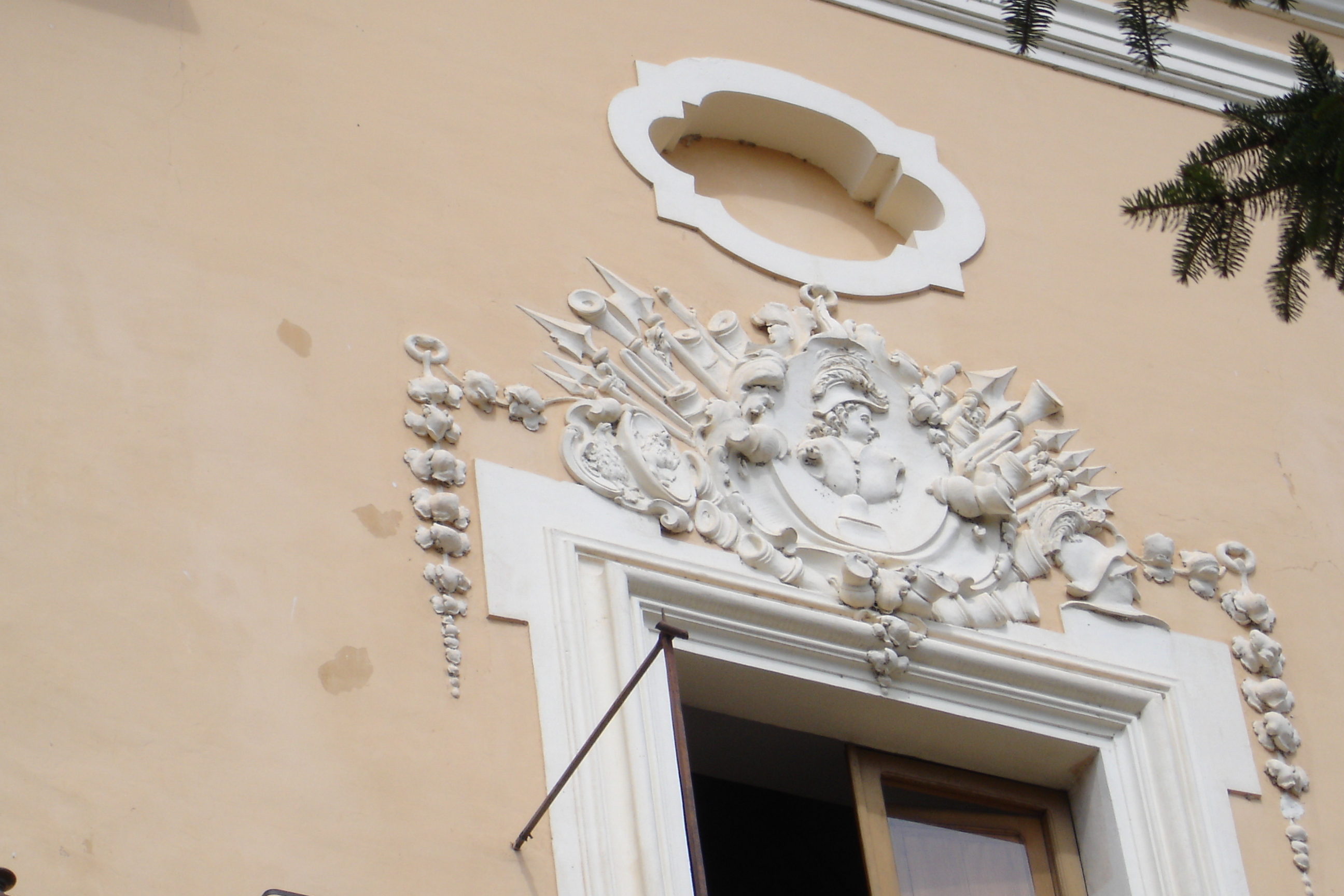
Palazzo ducale di Alvito, particolare

Nel XVI secolo il feudo tornò ad avere un'identità territoriale. Tolomeo Gallio, già segretario di stato di Gregorio XIII, dopo che il papa ottenne il ducato di Sora dai Della Rovere, acquistò da Matteo di Capua, II principe di Conca il ducato di Alvito (1595).
Le politiche del nuovo duca furono molto vicine a quelle dei Boncompagni a Sora: ammodernò l'intero territorio che ricadeva sotto la sua giurisdizione feudale realizzando ad Alvito il nuovo palazzo ducale, Palazzo Gallio, dando impulso allo sviluppo della città inferiore attorno alla quale si concentrarono le principali attività economiche della Val di Comino (industria tessile). Tra le opere annoverate nel patrimonio personale si ricorda Villa Gallio di Posta Fibreno. Fra gli eredi, Francesco Gallio è il primo ad amministrare il ducato da Como, dal 1614.